# Виндт, Лидия Юлиевна
Лидия Юлиевна Виндт (29 января 1901, Псков — 1990) — российский литературовед.

## Биография
Выросла в петербургском пригороде Дудергоф, дочь владельца фабрики минеральных вод «Дудергофские ключи» Юлия Виндта (1860—?, родом из Пернова) и его жены Эммы Густавовны, урождённой Зоргенфрей (двоюродной сестры Вильгельма Зоргенфрея).
В 1918 г. окончила петербургскую гимназию Е. М. Гедда и поступила в Третий Петроградский университет (бывшие Бестужевские курсы), затем включённый в состав Первого Петроградского университета, окончила курс в 1923 г. Далее в 1925 г. окончила также Государственный институт истории искусств, до 1928 г. училась там же в аспирантуре и вела занятия, опубликовала в сборниках ГИИИ «Поэтика» (1926—1927) две статьи по теории басни, высоко оцененные специалистами.
После тяжёлой болезни в 1930—1935 гг. работала библиотекарем, референтом и переводчиком на заводе «Красный путиловец». В 1935 г. арестована по обвинению в шпионаже в пользу Германии, однако осуждена не была. После освобождения в 1935—1937 гг. работала в ленинградской Публичной библиотеке. В 1937 г. после расстрела мужа выслана в Кировск.
В 1957 г. реабилитирована. Подготовила ряд учебных изданий по французской литературе, в том числе Жюля Ренара («Избранные рассказы: Книга для чтения на французском языке в IX классе средней школы»; 1959) и А. Лесажа («Хромой бес: Книга для чтения на французском языке»; 1973). Автор статей о Ренаре и Лафонтене в сборнике «Писатели Франции» (1964, составитель Е. Г. Эткинд). Переводила на русский язык письма Вольтера.